# Langtou
Langtou är en ort i Kina. Den ligger i provinsen Liaoning, i den nordöstra delen av landet, omkring 210 kilometer söder om provinshuvudstaden Shenyang. Antalet invånare är 59 046.
Runt Langtou är det tätbefolkat, med 591 invånare per kvadratkilometer. Närmaste större samhälle är Dandong, 12,7 km norr om Langtou. Trakten runt Langtou består till största delen av jordbruksmark.
Genomsnittlig årsnederbörd är 1 590 millimeter. Den regnigaste månaden är juli, med i genomsnitt 644 mm nederbörd, och den torraste är januari, med 9 mm nederbörd.